# The Midnight Patrol (pel·lícula de 1932)
The Midnight Patrol és una pel·lícula dramàtica estatunidenca de 1932, dirigida per Christy Cabanne. És protagonitzada per Regis Toomey, Betty Bronson i Edwina Booth, i es va estrenar el 10 d'abril de 1932. Escrita per George Jeske (guió) i Arthur Hoeri (història).

## Argument
Un oficial novell presumeix de la seva capacitat per resoldre un crim en 24 hores, i després ha de complir la seva presumpció.

## Repartiment
- Regis Toomey com Johnny Martin
- Betty Bronson com Ellen Grey
- Edwina Booth com Joyce Greeley
- Mary Nolan com Miss Willing
- Earle Foxe com Judson
- Robert Elliott com Howard Brady
- Eddie Kane com Stuart
- William Norton Bailey com Powers
- Mischa Auer com Dummy Black